# Għar Dalam
Għar Dalam este o arie protejată (arie specială de conservare — SAC, sit de importanță comunitară — SCI) din Malta întinsă pe o suprafață de 0,17 ha, integral pe uscat.

## Localizare
Centrul sitului Għar Dalam este situat la coordonatele 35°50′15″N 14°31′44″E / 35.8376°N 14.5288°E.

## Înființare
Situl Għar Dalam a fost declarat sit de importanță comunitară în august 2006 pentru a proteja 2 specii de animale. Situl a fost protejat și ca arie specială de conservare în decembrie 2016.

## Biodiversitate
Situată în ecoregiunea mediteraneană, aria protejată conține 1 habitat natural: Peșteri inaccesibile publicului.
La baza desemnării sitului se află mai multe specii protejate:
- mamifere (1): liliacul mic cu potcoavă (Rhinolophus hipposideros)
- nevertebrate (1): Armadillidium ghardalamensis